# Чорний часослов

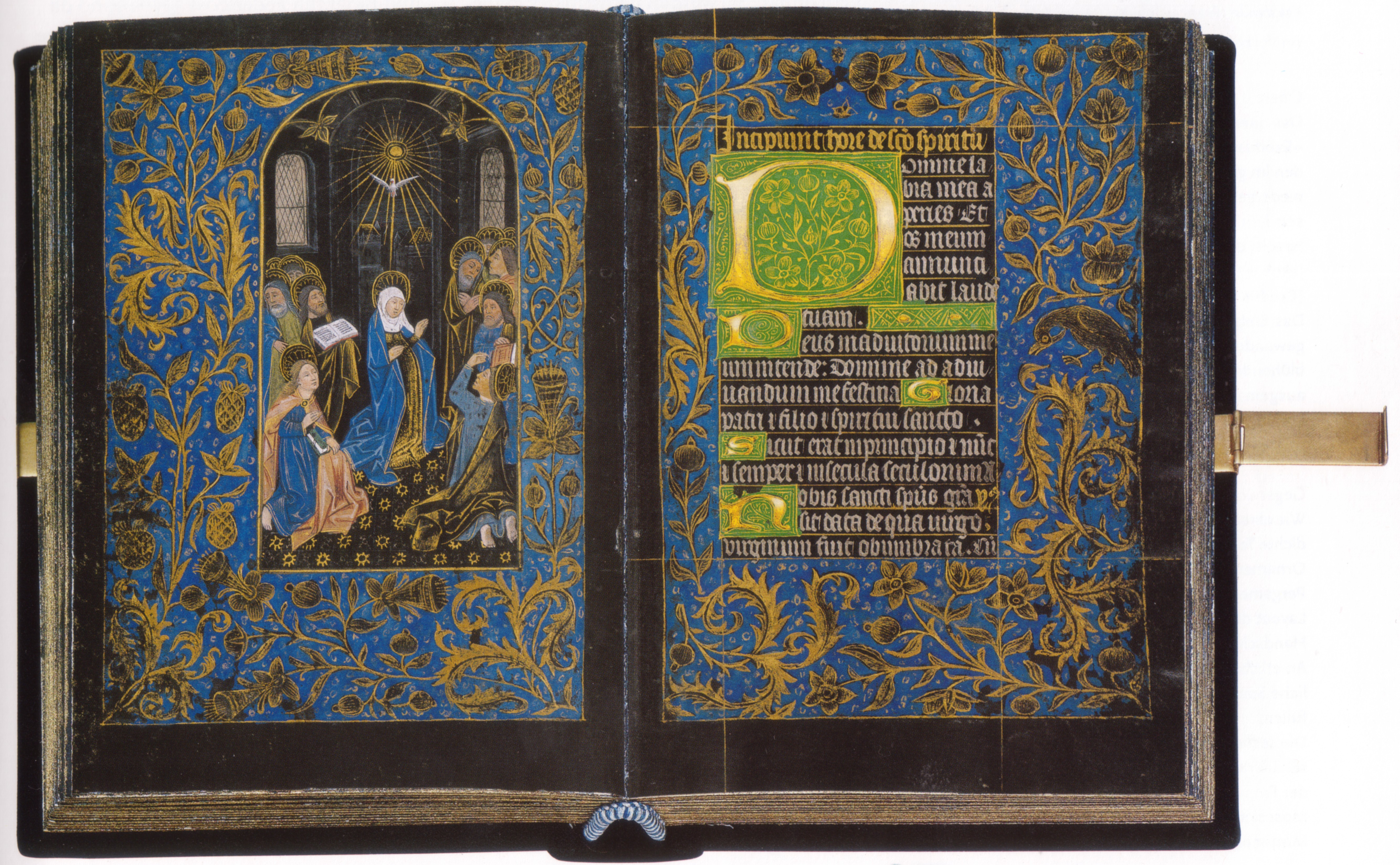
«Чорний часослов», Бібліотека Моргана M. 493 (fol. 18v/19r)

Чо́рний часосло́в — часослов, який отримав свою назву від кольору сторінок. Одна з небагатьох збережених рукописних книг з чорними сторінками. Створено близько 1475 року в Брюгге художником з оточення Віллема Вреланта (Willem Vrelant). Ймовірно, часослов був виконаний на замовлення одного з придворних герцога Бургундії. Зараз знаходиться в Бібліотеці Моргана в Нью-Йорку (інвентарний номер M. 493).

## Короткий опис
«Чорний часослов» з Бібліотеки Моргана — один із семи збережених рукописів, сторінки яких в результаті складного процесу забарвлювалися за допомогою сажі або розчинами сполук міді та заліза. Всі відомі манускрипти з чорними сторінками походять з фламандських майстерень та датуються другою половиною XV століття.
«Чорний часослов» має розміри 17 х 12 см, в ньому 121 аркуш з текстом, 14 мініатюр на повну сторінку, 15 великих і велика кількість невеликих ініціалів та 138 декоративних бордюрів. Текст виконаний золотими та срібними чорнилом, тло ініціалів — смарагдово-зелене. При ілюмінуванні рукопису використовувалися сусальне золото, свинцеві білила та криючі фарби. Бордюри розписані золотом на синьому тлі. Чорне тло сторінок вигідно підкреслює загалом доволі обмежену колірну гаму.

## Художник
Анонімний мініатюрист «Чорного часослова», стиль якого явно вказує, що він належав до кола Віллема Вреланта, одного з провідних майстрів книжкової мініатюри, які працювали в Брюгге, отримав умовне ім'я Майстер Чорного часослова. Про інші манускрипти, виконаних цим художником, нічого невідомо.

## Замовник
Для кого був виконаний «Чорний часослов», також невідомо. У книзі немає зображення герба її власника, можна лише припускати, що замовник рукопису був одним із придворних герцога Карла Сміливого.

## Збереження
Книга достатньо добре збереглася, однак у деяких місцях помітне лущення чорної фарби. На сайті бібліотеки повідомляється про майбутню реставрації манускрипту.

## Інші чорні часослови
Існує ще шість добре збережених часословів з чорними сторінками, особливої категорії часослова, популярної при дворі останніх герцогів Бургундії, серед них:
- «Чорний часослов Карла Сміливого» (нім. Schwarzes Stundenbuch Karls des Kühnen , Австрійська національна бібліотека, Відень, Cod. 1856)
- «Часослов Марії Бургундської» (нім. Stundenbuch der Maria von Burgund, Австрійська національна бібліотека, Відень, Cod. 1857)

## Факсимільне видання
- Schwarzes Stundenbuch. Faksimile-Ausgabe von Pierpont Morgan Library, New York, M. 493 durch den Faksimile Verlag Luzern, Luzern 2001